# Igor Emiljewitsch Kio

Porträt Kios auf seinem Grabstein auf dem Nowodewitschi-Friedhof

Igor Emiljewitsch Kio (russisch Игорь Эмильевич Кио; * 13. März 1944 in Moskau; † 30. August 2006 ebenda) war ein russischer Zauberkünstler und Großillusionist.

## Karriere
Igors Vater, Emil Theodorowitsch Kio (1894–1965) war der Gründer der Illusionisten-Dynastie der Kios. Die Illusionsshow wurde nach dem Tod des Vaters von seinen beiden Söhnen Igor Kio und Emil Kio jun., die von Kindesbeinen an in der Show des Vaters mitgewirkt hatten, ab 1966 im Wesentlichen mit dem Repertoire des Vaters im In- und Ausland fortgeführt und später weiterentwickelt. Beide Söhne traten in eigenen Illusionsshows getrennt auf.
Igor Kio gab seine ersten eigenständigen Shows im Zirkus als 15-Jähriger, als er 1959 im Moskauer Zirkus den erkrankten Vater ersetzen musste. Über 40 Jahre lang führte er das Vermächtnis seines Vaters fort. Zuerst als reine Übernahme der väterlichen Show, später in schöpferischer Weiterentwicklung des bewährten Konzeptes. So integrierte er ein professionelles Ballett und weitere Künstler in sein Programm. Seine ersten großen eigenständigen künstlerischen Arbeiten als Zirkuskünstler, Autor und Regisseur waren das Programm Auserwähltes-77 im Leningrader Zirkus 1977 und die Illusionsshow Eins-Zwei-Drei.
Igor Kio entwickelte eine Reihe neuer Illusionen, wie Mode, Aquarium, Der Flügel in der Luft, Houdinis Truhe, Das erscheinende Bärenjunge, Der Löwe in der Luft und andere. Er erweiterte sein Tätigkeitsfeld des Zirkus um die Theaterbühne. Seinem Vater war dieser Herzenswunsch durch Behördenwillkür verwehrt.
1985 feierte Igor Kios Programm Ohne Illusionen im Moskauer Estradentheater Premiere. Im Fernsehen war er in den 80/90er Jahren mit mehreren Sendungen präsent, von denen die sechsteilige Serie Alle Clowns hervorzuheben ist.
1991 wurden im Moskauer Kremlpalast vor vielen tausend Zuschauern Igor Kios Show Um sechs Uhr abends nach dem Winter und das Kinderprogramm Die goldene Apfelsine gezeigt. 1994 produzierte Igor Kio anlässlich des einhundertsten Geburtstag seines Vaters im Großen Moskauer Zirkus und später im Moskauer Estradentheater die Galashow Der Zauberer des XX. Jahrhunderts.
In den Jahren 1994 und 1995 wurden von ihm am Moskauer Estradentheater die Programme Es spricht und zaubert Kio und die Kinderprogramme Reise mit Kio und Reise mit Kio 2 produziert. Seine Illusionsshows waren keine reinen Nummernprogramme. Die Shows besaßen eine verbindende Handlung, in die Igor Kio zunehmend auch Künstler anderer Genre einband.
Kio feierte auch Erfolge in Nordamerika, Japan, Frankreich, Großbritannien, Deutschland und zahlreichen anderen Ländern.

## Privat
Igor Kio war in erster Ehe von 1961 bis 1963 mit Leonid Iljitsch Breschnews Tochter Galina Breschnew verheiratet. Die Ehe blieb kinderlos. 